# Lasek Mały
Lasek Mały (deutsch Klein Lassek, 1938 bis 1945 Liebchensruh) war ein Ort im Gebiet der heutigen Stadt- und Landgemeinde Olecko (Marggrabowa, umgangssprachlich auch Oletzko, 1928 bis 1945 Treuburg) im Powiat Olecki (Kreis Oletzko, 1933 bis 1945 Kreis Treuburg) in der polnischen Woiwodschaft Ermland-Masuren.

## Geographische Lage
Die Ortsstelle von Lasek Mały liegt im Osten der Woiwodschaft Ermland-Masuren am Nordufer des Groß Oletzkoer Sees (1928 bis 1945: Treuburger See, polnisch Jezioro Oleckie Wielkie), zwei Kilometer nordöstlich der Kreisstadt Olecko.

## Geschichte
Der schon im 19. Jahrhundert existente Ort Klein Lassek bestand lediglich aus einem kleinen Gehöft. Er war ein Wohnplatz innerhalb der Landgemeinde Moosznen (1936 bis 1938: Mooschnen, 1938 bis 1945: Moschnen, polnisch Możne) im Kreis Oletzko (1933 bis 1945: Kreis Treuburg) im Regierungsbezirk Gumbinnen der preußischen Provinz Ostpreußen. Am 3. Juni (amtlich bestätigt am 16. Juli) des Jahres 1938 wurde Klein Lassek in „Liebchensruh“ umbenannt.
Mit dem gesamten südlichen Ostpreußen kam der Ort 1945 in Kriegsfolge zu Polen und erhielt die polnische Namensform „Lasek Mały“. Er gehörte anfangs zu Możne, doch hat sich seine Spur dann verloren. Heute ist nur noch die Ortsstelle zu erahnen. Allerdings hat sich nördlich davon bereits im Stadtgebiet von Olecko gelegen das sogenannte „Dworek Mazurski“ gebildet, das vielfach mit dem einstigen Lasek Mały gleichgesetzt worden ist. Es handelt sich um ein Erholungszentrum (polnisch ośrodek wypoczynkowy), direkt am Ufer des Jezioro Oleckie Wielkie gelegen.

## Kirche
Klein Lassek gehörte bis 1945 zur evangelischen als auch katholischen Pfarrkirche in Marggrabowa (Treuburg). Nach 1945 war Lasek Mały katholischerseits weiterhin nach Olecko eingepfarrt. Die evangelischen Kirchenglieder orientierten sich nach Ełk bzw. Gołdap.

## Verkehr
Die Ortsstelle von Lasek Mały ist über eine Nebenstraße von der Woiwodschaftsstraße DW 653 (von 1939 bis 1944 Teilstück der  deutschen Reichsstraße 127) unweit von Sedranki (Seedranken) aus in südlicher Richtung nach Możne (Moosznen, 1936 bis 1938 Mooschnen, 1938 bis 1945 Moschnen) zu erreichen. Bis 1945 war Klein Lassek bezw. Liebchensruh Bahnstation an der Bahnstrecke Marggrabowa-Garbassen der Oletzkoer (Treuburger) Kleinbahnen, deren Betrieb 1945 kriegsbedingt eingestellt wurde. Der Bahnhof befand sich 800 Meter nordwestlich des Ortes.